# Gottlob Ludwig Rabenhorst
Gottlob Ludwig Rabenhorst est un botaniste prussien, né le 22 mars 1806 à Treuenbrietzen et mort le 24 avril 1881 à Meißen.
Il commence en 1822 à apprendre la pharmacie à Belzig étudie la botanique de 1822 à 1830 à l’université de Berlin où il devient pharmacien de classe 1. De 1831 à 1840, il exerce la pharmacie à Luckau et fait des recherches en botanique, principalement sur les cryptogames. Il publie le résultat de ses observations dans sa Flora lusatica. À partir de 1840, il se consacre exclusivement à ses recherches en botanique et en mycologie et s’installe à Dresde, puis, en 1875, à Meißen. Il obtient un doctorat en 1841 à l’université d'Iéna.
Rabenhorst est l’un des mycologues les plus importants de son époque et constitue un herbier très riche. À partir de 1852, il publie la revue Hedwigia, consacrée uniquement aux champignons et qui continue aujourd’hui de paraître. De 1844 à 1848, il fait paraître en deux volumes Deutschlands Kryptogamenflora (ou Flore des champignons d’Allemagne), l’ouvrage est réédité après sa mort sous le titre de Rabenhorst Kryptogamenflora (ou Flore des champignons Rabenhorst).

## Liste partielle des publications
- "Die Algen Sachsens"
- "Die Algen Europas"
- "Bryotheca europaea. Die Laubmoose Europas"
- "Hepaticae europaeae. Herbarium der Lebermoose Europas"
- "Klotzschii herbarium mycologicum. Centuria 1-20"
- "Fungi europaei, Klotzschii herbarii mycologici continuatio."
- "Lichenes europaei exsiccatii. Die Flechten Europas"
- "Cryptogamae vasculares europaeae. Die Gefäßkryptogamen Europas, gesammelt und getrocknet herausgegeben"
- "Diatomaceae exsiccatae totius terrarum orbis, quas distribuit. Semicent. 1-2"
- "Characeae europaeae" (in Verbindung mit A. Braun und Stizenberger)
- "Kryptogamensammlung. Eine systematische Übersicht über das Reich der sogen. Kryptogamen, mit Illustrationen, welche den in Kürze gehaltenen Text klar veranschaulichen."